# Andrew Western
Andrew Howard Western (né le 18 mars 1985) est un homme politique britannique du Parti travailliste qui est député de Stretford et Urmston depuis l'élection partielle de 2022. Il est à la tête du Conseil de Trafford de 2018 à 2022.

## Jeunesse
Western est né à l'hôpital Wythenshawe de Denise Western (née Firth) et Howard Western et grandit à Timperley. Il a quatre sœurs et est le premier membre de sa famille à aller à l'université. Il fréquente le lycée local, Altrincham Grammar School for Boys, avant d'étudier l'histoire et la politique à l'Université de Sheffield, où il obtient son diplôme en 2006. Il retourne à Trafford après l'université et, avant de devenir chef du conseil, travaille dans la gestion de projets dans le secteur de l'ingénierie, en se concentrant particulièrement sur les infrastructures de transport.

## Politique

### Élu local
Western rejoint le Parti travailliste en 2006, occupant divers postes au niveau des branches et des circonscriptions au cours des 10 années suivantes.
Il est élu pour la première fois au conseil de Trafford lors des élections locales de 2011, représentant le quartier du Prieuré, qui comprend en grande partie le centre-ville de Sale. Il est réélu aux élections locales de 2015 et 2019.
Il devient chef adjoint du groupe travailliste au Conseil de Trafford en mai 2014, avant de devenir chef du groupe travailliste et chef de l'opposition en novembre 2014.
Lors des élections locales de 2018, le Parti travailliste gagne quatre sièges face au Parti conservateur, les conservateurs subissant de nouvelles pertes face aux libéraux-démocrates et aux Verts.
Le Parti travailliste devient le plus important groupe politique du Conseil de Trafford, l'autorité auparavant contrôlée par les conservateurs étant placée dans un état d'absence de contrôle global. Les travaillistes forment une administration à contrôle minoritaire dirigeant le Conseil avec le soutien des libéraux-démocrates dans le cadre d'un accord politique. Western est confirmé comme chef du Conseil peu après les élections.
Lors des élections locales de 2019, le Parti travailliste réalise de nouveaux gains à Trafford, obtenant six sièges supplémentaires sur le Parti conservateur. Le groupe travailliste obtient la majorité des sièges au conseil et prend seul le contrôle du conseil. C'est la première fois depuis les changements de frontières de 2004 que les travaillistes remportent une majorité de sièges.
Western fait partie de l'Autorité combinée du Grand Manchester et est alors le responsable du portefeuille pour la régénération locale (logement et infrastructure) ainsi que pour la qualité de l'air. Entre mai 2018 et mai 2019, il a le portefeuille numérique. Il s'occupe de la ville verte entre 2019 et 2021, avant de diriger le numérique, les travaux et les compétences pour le second semestre de cette année. Il siège au Conseil des transports du Nord, au Comité des transports du Grand Manchester et au Conseil des dirigeants régionaux du Nord-Ouest.
Western est un membre actif de la Local Government Association et, en tant que président du conseil des ressources (finances) de la LGA, il est le chef de file multipartite en matière de finances dans le gouvernement local.
Depuis 2019, Western est directeur non exécutif du Trafford Housing Trust. Il est administrateur de la Wellfield Infant and Nursery School de Sale.
Après son élection au Parlement en décembre 2022, Western démissionne de son poste de chef du Conseil de Trafford, remplacé par Tom Ross.

### Parlementaire
Western brigue à deux reprises un siège au Parlement avant d'être élu, étant le candidat travailliste à Altrincham et Sale West aux élections générales de 2017 et 2019. À chaque fois, il est deuxième, battu par le député sortant Graham Brady. Le siège conservateur, auparavant sûr, est cependant devenu marginal.
Le 26 juin 2022, Western est sélectionné pour Stretford et Urmston après l'annonce du départ prochain à la retraite de la députée travailliste sortante Kate Green. Elle démissionne en novembre 2022, déclenchant une élection partielle au cours de laquelle Western est le candidat travailliste retenu. Il remporte l'élection partielle avec 69,6 % des voix.
Lors du remaniement travailliste de septembre 2023, Western est promu au bureau du whip de l'opposition.